# Världsmästerskapen i skidskytte 1973
De tolfte världsmästerskapen i skidskytte  genomfördes 1973 i Lake Placid, New York i USA.
Året före arrangerades vinter-OS varför inget VM anordnades.
Till och med 1983 anordnades världsmästerskap i skidskytte endast för herrar.

## Resultat

### Distans herrar 20 km
| Placering | Åkare              | Land          |
| --------- | ------------------ | ------------- |
| 1.        | Aleksandr Tichonov | Sovjetunionen |
| 2.        | Gennadij Kovaljev  | Sovjetunionen |
| 3.        | Tor Svendsberget   | Norge         |

### Stafett herrar 4 x 7,5 km
| Placering | Land          | Åkare                                                               |
| --------- | ------------- | ------------------------------------------------------------------- |
| 1.        | Sovjetunionen | Aleksandr Tichonov, Rinnat Safin, Jurij Kolmakov, Gennadij Kovaljev |
| 2.        | Norge         | Tor Svendsberget, Esten Gjelten, Ragnar Tveiten, Kjeld Hovda        |
| 3.        | Östtyskland   | Dieter Speer, Manfred Geyer, Herbert Wiegand, Günther Bartnick      |

## Medaljfördelning
| Plats | Land          | Guld | Silver | Brons | Totalt |
| ----- | ------------- | ---- | ------ | ----- | ------ |
| 1     | Sovjetunionen | 2    | 1      | 0     | 3      |
| 2     | Norge         | 0    | 1      | 1     | 2      |
| 3     | Östtyskland   | 0    | 0      | 1     | 1      |